# Pimp-A-Lot
Pimp-A-Lot er en gruppe rappere, der blev startet i år 2000 i Århus V. Abu Malek virkede som leder af kollektivet. Crewet er bedst blevet kendt blandt den brede befolkning ved hjælp af rapperne Marc Johnson, U$O og L.O.C., der har gæsterappet. Medlemmerne af Pimp-A-Lot er bl.a. Marwan, Jøden, Player´n Cha D og Angie.
| Musikgruppe | Spire Denne artikel om en dansk musikgruppe er en spire som bør udbygges. Du er velkommen til at hjælpe Wikipedia ved at udvide den. |